# Chris Kattan
Pour les articles homonymes, voir Kattan.
Chris Ralph Kattan, ou Ralph Kattan, est un acteur, humoriste, producteur et scénariste américain né le 19 octobre 1970 à Los Angeles, Californie (États-Unis).

## Filmographie

### comme acteur
- 1998 : Une nuit au Roxbury (A Night at the Roxbury) : Doug Butabi
- 1999 : La Maison de l'horreur (House on Haunted Hill) : Watson Pritchett
- 2000 : Any Given Wednesday : Al Pacino
- 2001 : Monkeybone : Organ Donor Stu
- 2001 : Corky Romano : Corky Romano
- 2002 : Opération funky (Undercover Brother) : Mr. Feather
- 2005 : Enough About Me (TV) : Chris Adams
- 2005 : Adam & Steve : Michael
- 2005 : Santa's Slay : Jason Mason
- 2007 : Undead or Alive : Luke Budd
- 2007 : Le Jackpot de Noël (Christmas in Wonderland) (TV) : Leo Cardoza
- 2009 : The Middle : Bob, le meilleur ami de Frankie au travail
- 2010 : How I Met Your Mother (TV) : Jed Moseley  (1 épisode)
- 2011 : Blonde Movie : Hertz Waters

### comme producteur
- 2005 : Enough About Me (TV)

### comme scénariste
- 1998 : Une nuit au Roxbury (A Night at the Roxbury)